# Лысьвенское восстание
Лысьвенское восстание — беспорядки, произошедшие в городе Лысьве Пермской губернии 20 июля (2 августа) 1914 года. В результате погибло как минимум 15 человек. 101 человек был обвинён в участии в мятеже, пятеро были казнены. События в Лысьве стали одним из крупнейших народных выступлений в России 1914 года после начала Первой мировой войны и отличались беспрецедентным количеством погибших со стороны правительственных сил.

## Предпосылки и причины мятежа
В марте 1914 года на Лысьвенском металлургическом заводе произошла крупная забастовка, в которой приняли участие более 6000 рабочих. Частично их требования были удовлетворены (в частности, в некоторых цехах была повышена зарплата), однако основные требования (8-часовой рабочий день, повышение размера поденной платы) выполнены так и не были. После того, как 29 мая люди приступили к работе, в цехах продолжались конфликты между рабочими и администрацией.

## События 20 июля
После начала мобилизации в России мобилизованные рабочие стали получать расчёт в заводской конторе. 17 июля уездный исправник Г. В. Кадомцев, опасаясь беспорядков, лично находился в Лысьве. Убедившись, что мобилизация проходит спокойно, вечером 18 июля он уехал в Пермь, оставив в Лысьве своего заместителя Павла Львовича Киселёва (1880—1914).
Многие рабочие стали требовать выплаты зарплаты на две недели вперёд. Было известно, что владельцы завода передали 350 000 рублей, которые должны были быть потрачены на благотворительные цели. Администрация завода отказала рабочим в выплате денег. Советский историк Г. Рычкова отмечает, что вопрос о деньгах Шувалова уже поднимался раньше на рабочих собраниях, и большевики, в частности посетивший Лысьву депутат Госдумы большевик М. К. Муранов, сочли, что требовать выплаты заработной платы из этих средств не нужно.
Инженер К. Добровольский, замещавший управляющего Адама Ильича Онуфровича, выплатил пособие, но отказал в требовании раздать на руки «шуваловские» деньги. Вечером в субботу 19 июля он покинул Лысьву.
20 июля (2 августа) около десяти часов утра вышедший на крыльцо заводоуправления Онуфрович сообщил собравшейся толпе, что «шуваловские» деньги рабочим выданы не будут. Один из рабочих подошёл к Онуфровичу и ударил его. В ответ на это сопровождавший Онуфровича заместитель исправника П. Л. Киселёв якобы выстрелил в толпу. Свидетели позже сообщали, что этим выстрелом была убита или тяжело ранена женщина. Согласно более позднему описанию, пуля попала в женщину, выходившую из церкви, которая находилась далеко от заводоуправления, на холме: это, как указывает С. М. Рязанов, предполагает, что на самом деле Киселёв стрелял в воздух.
Онуфрович, Киселёв и другие представители администрации заперлись в здании. Рабочие начали строить баррикады. Началась перестрелка. Согласно архивным данным, в бунте участвовало 500—600 человек из 30 тысяч населения города, в том числе женщины и подростки.
Поскольку взять здание штурмом не удавалось, осаждающие решили его поджечь: с этой целью были использованы запасы керосина и других горючих материалов из соседней лавки купца Чащина. Когда на место прибыли пожарные, брандмейстер Иванов был убит восставшими и пожарная машина использована для закачивания керосина в здание. Во время пожара несколько служащих заводской конторы (конторщики О. Шардина и Мизерский, кассир К. Домнин, бухгалтер Крепышев и другие) смогли покинуть здание через телефонную станцию: рабочие их пропустили. Рабочие перерезали телефонные провода и пытались поджечь железнодорожный мост; по свидетельству очевидцев, людям в здании конторы удалось сделать несколько звонков. Протоиерей Добротворский попытался выйти с иконами к восставшим, чтобы прекратить насилие, однако рабочий Майер пригрозил священнику револьвером, и тот не осмелился покинуть церковь.
Осаждённые некоторое время успешно боролись с пожаром, так как в здании находилась большая цистерна с водой. К четырём часам дня вода кончилась, и Онуфрович, Киселёв и другие вынуждены были выйти из дома. Онуфрович был убит на месте после того, как пытался застрелиться; Киселёв забрался в подвал одного из соседних домов: восставшие разобрали пол, вытащили его и убили. Всего погибло 10 членов заводской администрации и служащих охраны порядка: А. И. Онуфрович, помощник исправника П. Л. Киселёв, полицейский надзиратель М. Е. Епимахов, околоточный надзиратель П. И. Беклемишев, урядник И. Ф. Осмехин, стражники Н. И. Кулигин и П. И. Пинягин (или Пенягин), помощник бухгалтера И. С. Семенов, брандмейстер М. В. Иванов и счетовод Никулин, который скончался 30 июля от полученных ранений. Число погибших рабочих оценивается по-разному. Согласно официальным данным, в перестрелке погибло шесть рабочих; по оценке местных историков, их могло быть намного больше.
Войска прибыли в город только в восемь часов вечера. Они застали опустевшие улицы и горящие руины здания.

## Суд и последствия восстания
Полицией был задержан 101 человек, в том числе пять женщин. По приказу пермского губернатора И. Ф. Кошко все женщины и ещё несколько обвиняемых были освобождены, хотя, по свидетельству современников, жёны рабочих принимали активное участие в событиях 20 июля. 17 обвиняемых были в розыске. Сам Кошко в августе 1914 года ушёл в отставку по состоянию здоровья. К повешению были приговорены и казнены пять человек: Никифор Афанасьевич Батраков (Патраков), Василий Иванович Бурылов, Петр Константинович Вяткин, Василий Иванович Носков, Александр Михайлович Пятышев. Н. А. Патраков, как утверждали свидетели, принимал непосредственное участие в убийстве Онуфровича. В. И. Носков сходил домой за винтовкой и патронами и вёл обстрел окон здания. Из казнённых, как отмечает Г. Рычкова, только А. М. Пятышев интересовался политикой и принимал активное участие в забастовке весной.

## Оценка восстания
Советские историки указывали на стихийный характер восстания, обращая внимание на то, что наиболее политические активные заводчане (С. А. Каюрин, Г. М. Жданов и другие) были высланы или арестованы после весенней стачки. А. В. Дмитриев и Н. Г. Павловский оценили события 20 июля как «откровенно уголовный погром». В современной историографии отмечается, что события на Лысьвенском заводе продемонстрировали фактическое отсутствие национального единения в начале Первой мировой войны: напротив, «мобилизация и война создавали новую взрывоопасную почву в отношениях власти и общества».